# جيم ماكان
جيم ماكان (بالإنجليزية: Jim McCann)‏ هو كاتب قصص مصورة وكاتب سيناريو أمريكي، ولد في 7 يناير 1974 في ناشفيل في الولايات المتحدة.

## وصلات خارجية
- الموقع الرسمي